# Basava
Basava (kannada: ಬಸವ), även känd som Basavanna (ಬಸವಣ್ಣ) eller Basaveshvara (ಬಸವೇಶ್ವರ), född 1134 och död 1196, var en indisk filosof, poet och social reformerare. Han förespråkade ett liv där den gudomliga upplevelsen stod i centrum och gav alla samma möjligheter oavsett kön, kast och social status, kastsystemet tog han avstånd från. Basava var känd som Vishvaguru; hans läror går bortom alla gränser och är universella och eviga. Han ansågs vara en stor människovän.
Förutom mystiker var även Basava premiärminister i södra Kalachuririket i södra Indien och startade en läskunnighetsrevolution genom införandet av vachana-poesi.